# Hibla Major
|  | Per a altres significats, vegeu «Hibla». |

Hibla Major (en llatí Hybla Magna o Hybla Major, en grec antic Ὕβλα Μεγάλη 'Hybla Megálē') era una ciutat de Sicília, a la part sud de l'Etna, prop del riu Symaethus. Era la més gran i important de les tres ciutats que portaven el nom d'Hibla. Va ser una ciutat dels sículs i se la menciona entre les ciutats que Ducetius, rei dels sículs, va voler unir en una federació. Hibla Major va ser la única ciutat que s'hi va negar, segons Diodor de Sicília.
Tucídides la situa entre Catana i Kentoripa i els atenencs van assolar els seus camps de gra, al tornar d'una expedició contra aquesta última ciutat, però no la van poder ocupar.
Durant la Segona Guerra Púnica Titus Livi esmenta Hybla com una de les ciutats que van ser "induïdes a la revolta" pels cartaginesos. L'any 211 aC els romans dirigits pel pretor Marc Corneli Ceteg la van tornar a posar sota el domini de Roma. En temps de Ciceró formava un municipi amb un territori fèrtil i bon productor de blat. Pomponi Mela diu que és un dels pocs llocs de l'interior de Sicília dignes de mencionar. Plini el Vell considera la ciutat com un "populi stipendiarii" (tributària) igual que Claudi Ptolemeu. Pausànias descriu Hybla com una ciutat desolada però no és clar a quina ciutat d'aquest nom es refereix. Després, Hibla Major ja no torna a ser esmentada encara que una inscripció d'època cristiana que es creu que es refereix a Hybla en parla com d'una ciutat existent i amb el seu nom antic.
El lloc de la ciutat ha estat fixat a Paternò a uns 15 km de Catània on s'ha trobat un altar dedicat a Veneri Victrici Hyblensi.